# Distretto di Shuangta
Il distretto di Shuangta (双塔区S, Shuāngtǎ QūP) è un distretto della Cina, situato nella provincia di Liaoning e amministrato dalla prefettura di Chaoyang.